# دايسوكي ناكاهارا
دايسوكي ناكاهارا (باليابانية: 中払 大介) (22 مايو 1977 في كاناغاوا في اليابان – )؛ هو لاعب كرة قدم ياباني سابق كان يلعب كلاعب وسط.

## وصلات خارجية
- دايسوكي ناكاهارا على موقع رابطة كرة القدم اليابانية للمحترفين (اليابانية)
- دايسوكي ناكاهارا على موقع قاعدة بيانات كرة القدم.إي يو (الإنجليزية)
- دايسوكي ناكاهارا على موقع Soccerway.com (الإنجليزية)
- دايسوكي ناكاهارا على موقع عالم كرة القدم.نت (الإنجليزية)